# Grave (unidad)

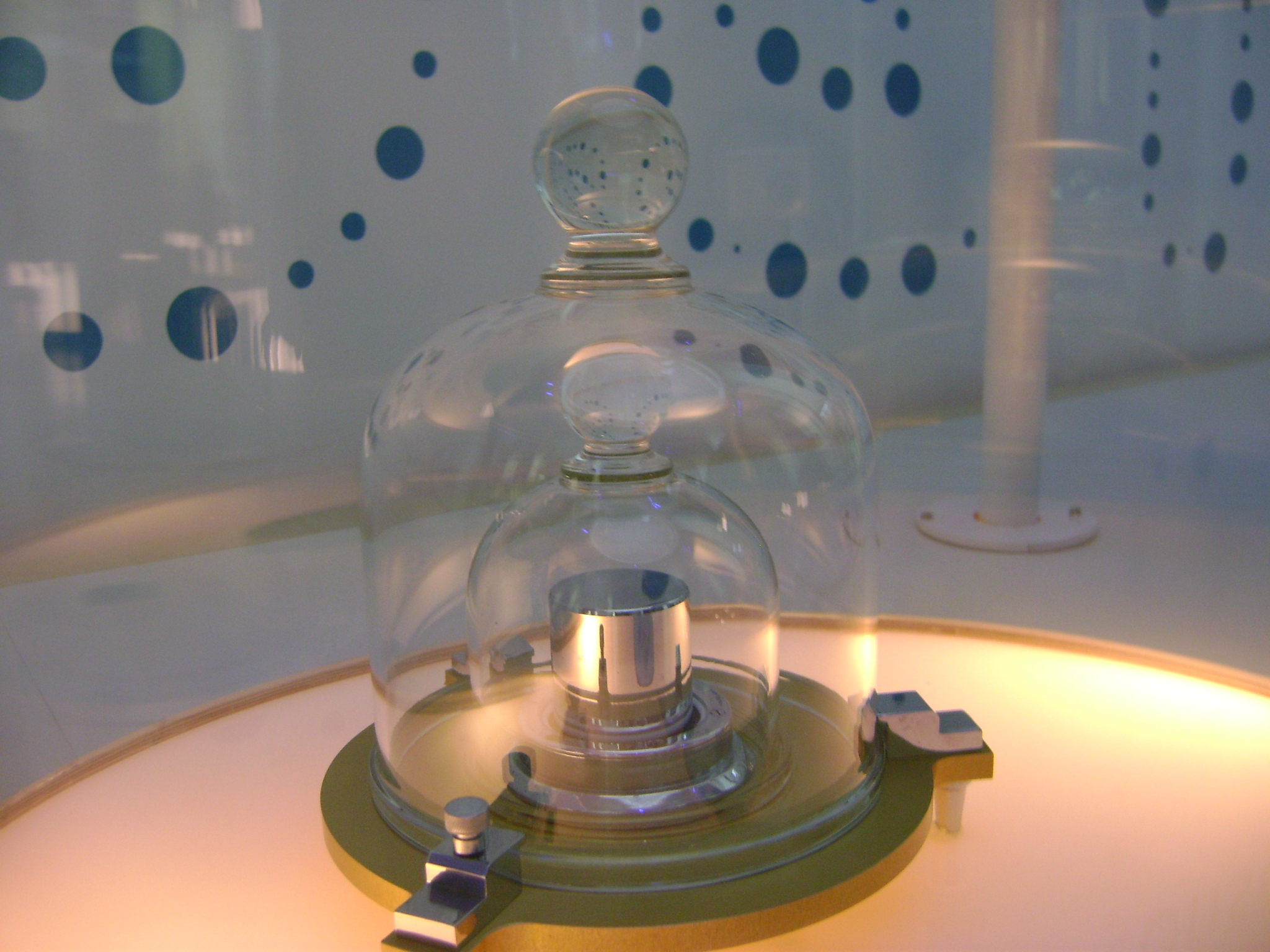
Una réplica del prototipo del kilogramo en la Ciudad de las Ciencias y de la Industria, París, Francia

El grave (símbolo gv) era el nombre original del kilogramo, en una versión inicial del sistema métrico utilizada entre 1793 y 1795. 

## Historia
El moderno kilogramo tiene su origen en los días previos a la Revolución en Francia. En 1790, una propuesta del influyente Talleyrand reclamaba un nuevo sistema de unidades, incluyendo una unidad de longitud derivada de un invariante de la naturaleza, y una unidad de masa (entonces llamada peso) igual a la masa de una unidad de volumen de agua. En 1791, la Comisión de Pesas y Medidas, nombrada por la Academia Francesa de Ciencias, eligió la diezmillonésima parte de la cuarta parte del meridiano de París como la unidad de longitud, y la denominó metro. Inicialmente se utilizó un valor provisional, basado en el antiguo meridiano calculado por Lacaille (1740).
En 1793, la comisión definió la unidad de masa correspondiente a un decímetro cúbico de agua destilada a 0 °C, y le dio el nombre de grave. Dos nombres suplementarios de unidades, el gravet (0,001 graves), y el bar (1000 graves), se añadieron para cubrir el mismo rango que las antiguas unidades, lo que se traducía en la siguiente serie decimal de unidades: miligravet, centigravet, decigravet, gravet, centigrave, decigrave, grave, centibar, decibar, bar. La masa de una unidad de volumen de agua a 0 °C fue determinada con precisión por Lavoisier y Haüy (18.841 granos por decímetro cúbico provisional). Se realizó un prototipo del grave en bronce.

### Después del grave
En 1795 una nueva ley reemplazó los tres nombres (gravet, grave y bar) por un solo nombre de unidad genérico: el gramo. El nuevo gramo era igual al antiguo gravet. Se añadieron cuatro nuevos prefijos para cubrir la misma gama de unidades que en 1793 (miligramo, centigramo, decigramo, gramo, decagramo, hectogramo, kilogramo, y miriagramo). El prototipo en bronce del grave fue renombrado como kilogramo provisional.
Las unidades provisionales fueron reemplazadas en 1799 por las definitivas. Delambre y Méchain habían completado su nueva medición del meridiano, y el metro final fue un 0,03% más pequeño que el provisional. De ahí que el kilogramo definitivo, siendo la masa de un decímetro cúbico de agua, fue un 0,09% más ligero que el provisional. Además, la especificación de temperatura del agua fue cambiada de 0 °C a 4 °C, el punto en el que la densidad del agua es máxima. Este cambio de temperatura añadió un 0,01% de masa al kilogramo definitivo. En el año 1799 se realizó un cilindro de platino, almacenándose en los Archivos de París, que sirvió como prototipo del kilogramo definitivo. Este patrón se denominó el "Kilogramme des Archives", sirviendo de unidad estándar de masa del Sistema Internacional de medidas durante los noventa años siguientes.